# Tần Hầu
Tần Hầu (chữ Hán: 秦侯, : 909 TCN - 848 TCN), là vị quân chủ thứ hai của nước Tần - chư hầu nhà Chu trong lịch sử Trung Quốc.
Ông là con của Tần Phi Tử, không rõ tên là gì và cũng không rõ mẹ ông là ai. Năm 858 TCN, Phi Tử chết, ông lên nối quân chủ nước Tần.
Tuy được gọi là Tần Hầu nhưng thực chất ông chưa bao giờ được phong tước hiệu, và tên gọi đó là cách gọi tôn kính của hậu duệ đời sau đối với ông. Nước Tần thời của ông chỉ là một thái ấp nhỏ, được xem là phụ dung của nhà Tây Chu chứ chưa được xếp vào hàng chư hầu.
Năm 848 TCN, Tần Hầu mất, ông ở ngôi 10 năm, không rõ bao nhiêu tuổi. Con là Tần Công Bá lên ngôi.